# Jean Marcel Fabre
Jean Marcel Fabre (13. prosince 1904 Murat-sur-Vèbre – 21. srpna 1975 Murat-sur-Vèbre) byl francouzský literární historik a polonista.

## Životopis
Narodil se 13. prosince 1904 v Murat-sur-Vèbre. Maturitní zkoušku složil v Toulouse a poté dokončil studium na École normale supérieure v Paříži, které zakončil zkouškou (agrégation) opravňující ho k výuce na středních a vysokých školách. V letech 1927–1928 sloužil u 15. pěšího pluku v Albi v hodnosti podporučíka. Od října 1928 působil ve Varšavě jako lektor filologie a poté francouzské literatury na Francouzském institutu. Od roku 1936 byl titulárním profesorem na Varšavské univerzitě a od roku 1937 zástupcem ředitele Francouzského institutu. V tomto období se začal učit polsky; publikoval několik článků, ale zároveň shromáždil velmi rozsáhlý materiál pro další práci.
V září 1939 byl mobilizován a přidělen k francouzské vojenské misi v Polsku, s níž byl 17. září evakuován do Rumunska. Demobilizován byl v červenci 1940 a od října působil současně jako středoškolský učitel v Lyonu a jako docent na tamní univerzitě. V letech 1942–1952 působil jako profesor na univerzitě ve Štrasburku, která během války sídlila v Clermont-Ferrand, od března 1945 jako docent francouzské literatury 17.–18. století. V tomto období se věnoval výzkumu děl francouzských autorů (mj. Rousseau, Marmontel, Diderot, Chénier, Beaumarchais), což bylo později oceněno. Po válce díky polským známým získal zpět většinu svých materiálů, které před válkou shromáždil v Polsku, a po Gumolkovském tání začal do Polska jezdit s přednáškami a konferencemi.
V roce 1950 obhájil na Sorbonne Université doktorát, jehož tématem byla kulturní činnost Stanislava II. Augusta Poniatowského. V letech 1952–1969 pak působil jako profesor na Sorbonne Université. Byl také čestným předsedou Spolku pro kulturní spolupráci s Polskem a od roku 1959 členem Polské akademie věd. V roce 1968 odešel z univerzity, ale nadále se věnoval výzkumu a účastnil se činnosti vědeckých společností.
Je autorem 120 publikací, mimo jiné Stanislas-Auguste Poniatowski et l’Europe des Lumières (1952), Lumières et romantisme: energie et nostalgie de Rousseau à Mickiewicz (1963) a Od Oświecenia do romantyzmu. Jeho kniha o Stanislavu II. Augustu Poniatowském byla pozitivně hodnocena polskými emigrantskými kruhy, které vyzdvihovaly rozsáhlost díla, jeho objektivitu, pochopení polského kulturního kontextu a absenci závažných chyb, zatímco ve stalinském Polsku bylo dílo kritizováno jako produkt buržoazní vědy, ačkoli bylo zároveň považováno za nepostradatelný pramen pro práci historiků 18. století. Některé z emigrantských recenzí byly po Gumolkovském tání znovu vydány v Polsku. Kromě prací o Stanislavu II. Augustu Poniatowském vydal také díla o Adamu Mickiewiczovi, Stanisławu Wyspiańském, Juliuszovi Słowackém a Janu Potockém.
Zemřel 21. srpna 1975 v Murat-sur-Vèbre během rybolovu, kdy ho napadl roj včel.